# Локалитет Ливадица
Локалитет Ливадица се налази у Голупцу и под заштитом је Регионалног завода за заштиту споменика културе Смедерево. С обзиром да представља значајну историјску грађевину, проглашен је непокретним културним добром Републике Србије.

## Историја
На обали Дунава уз десну обалу потока Ридањ, 6 километара низводно према истоку од Голубачког града, се налазе остаци мањег римског утврђења. Представља део лимеса која се пружала дуж Дунава. У време изградње ХЕ Ђердап локалитет је делимично истражен када су откривени темељни остаци утврђења неправилне квадратне основе. Његов северни бедем је потпуно уништио ток Дунава, док је јужни био дуг 29 метара, источни 17 метара, а западни 25 метара. Био је у употреби у 2. и 3. веку о чему сведоче грнчарија и други покретни налази откривени приликом истраживања. У централни регистар је уписан 16. јуна 2014. под бројем АН 183, а у регистар Регионалног завода за заштиту споменика културе Смедерево 23. априла 2014. под бројем АН 18.